# Brookesia desperata
Brookesia desperata es una especie de camaleón endémica de la Reserva Especial Foret d'Ambre en el norte de Madagascar y se encuentra en peligro crítico de extinción debido a la disminución de su hábitat. Esta disminución se atribuye a la tala de bosques para cultivos, producción de carbón, extracción de madera, canteras a pequeña escala y pastoreo de ganado. Se le denominó desperata para provocar la reflexión sobre el hábitat desesperadamente amenazado de las especies microendémicas de Madagascar. Se las puede encontrar posadas sobre el suelo en pequeñas ramas u hojas a 5-100 cm por encima del suelo por la noche. B. desperata fue descrita en 2012 por un equipo de investigación dirigido por el Dr. Frank Glaw de la Zoologische Staatssammlung München.